# Philoliche irishi
Philoliche irishi är en tvåvingeart som beskrevs av Lauro Travassos 1991. Philoliche irishi ingår i släktet Philoliche och familjen bromsar.
Artens utbredningsområde är Seychellerna. Inga underarter finns listade i Catalogue of Life.